# Bullet (canción de Misfits)
«Bullet» es el segundo sencillo de la banda estadounidense The Misfits. Éste, su segundo lanzamiento, fue producido por la misma banda y distribuido por Plan 9 Records. Fue grabado en enero de 1977 en C.I. Recording y publicado en junio del mismo año. Sumado a las letras controvertidas, la carátula mostraba una foto del fallecido presidente de los Estados Unidos John F. Kennedy en un coche convertible con sangre roja desparramada detrás de su cabeza como alusión a su asesinato.
El tema Bullet surgió de la fascinación del cantante y principal compositor del grupo, Glenn Danzig, con la vida y muerte del presidente Kennedy y de su viuda Jackie Kennedy. 
Una estrofa de la letra dio lugar a la posterior banda Texas Is The Reason. La misma decía: Texas is the reason that the president's dead (en castellano o español 'Texas es la razón de la muerte del presidente'). 
Tanto Jerry Only como Bobby Steele han dicho que el tema We Are 138 está basado en la película de ciencia ficción de George Lucas de 1970 THX-1138. A pesar de que Danzig negó rotundamente esto, se estipula que lo hizo con el objeto de contradecir a Jerry con quien mantiene una relación distante. 
El tema Hollywood Babylon se basa probablemente en el libro de Kenneth Anger del mismo nombre. 
La primera impresión fue de tan solo 1000 copias en vinilo plano negro, con carátulas coloreadas a mano incluso por Danzig personalmente en algunos casos. La segunda y final impresión constó de 1999 copias en vinilo rojo para enero de 1978.
Los 4 temas fueron parte de una grabación de 17 que se utilizaron para material posterior de la banda, como el cuarto álbum de estudio Static Age (de hecho, fue publicado en su totalidad en 1997) o el álbum recopilatorio Legacy of Brutality (1985).

## Lista de temas
Todos compuestos por Glenn Danzig.
Lado A
1. "Bullet" - 1:38
2. "We Are 138" - 1:38

Lado B
1. "Attitude" - 1:28
2. "Hollywood Babylon" - 2:17

## Personal
- Glenn Danzig - voz y guitarra.
- Franché Coma - guitarra y coros.
- Jerry Only - bajo eléctrico y coros.
- Mr. Jim - batería.
- Dave Achelis - ingeniero de sonido.